# Neoseiulus tervus
Neoseiulus tervus är en spindeldjursart som beskrevs av Meshkov 1994. Neoseiulus tervus ingår i släktet Neoseiulus och familjen Phytoseiidae. Inga underarter finns listade i Catalogue of Life.